# Santo António (Balibo)

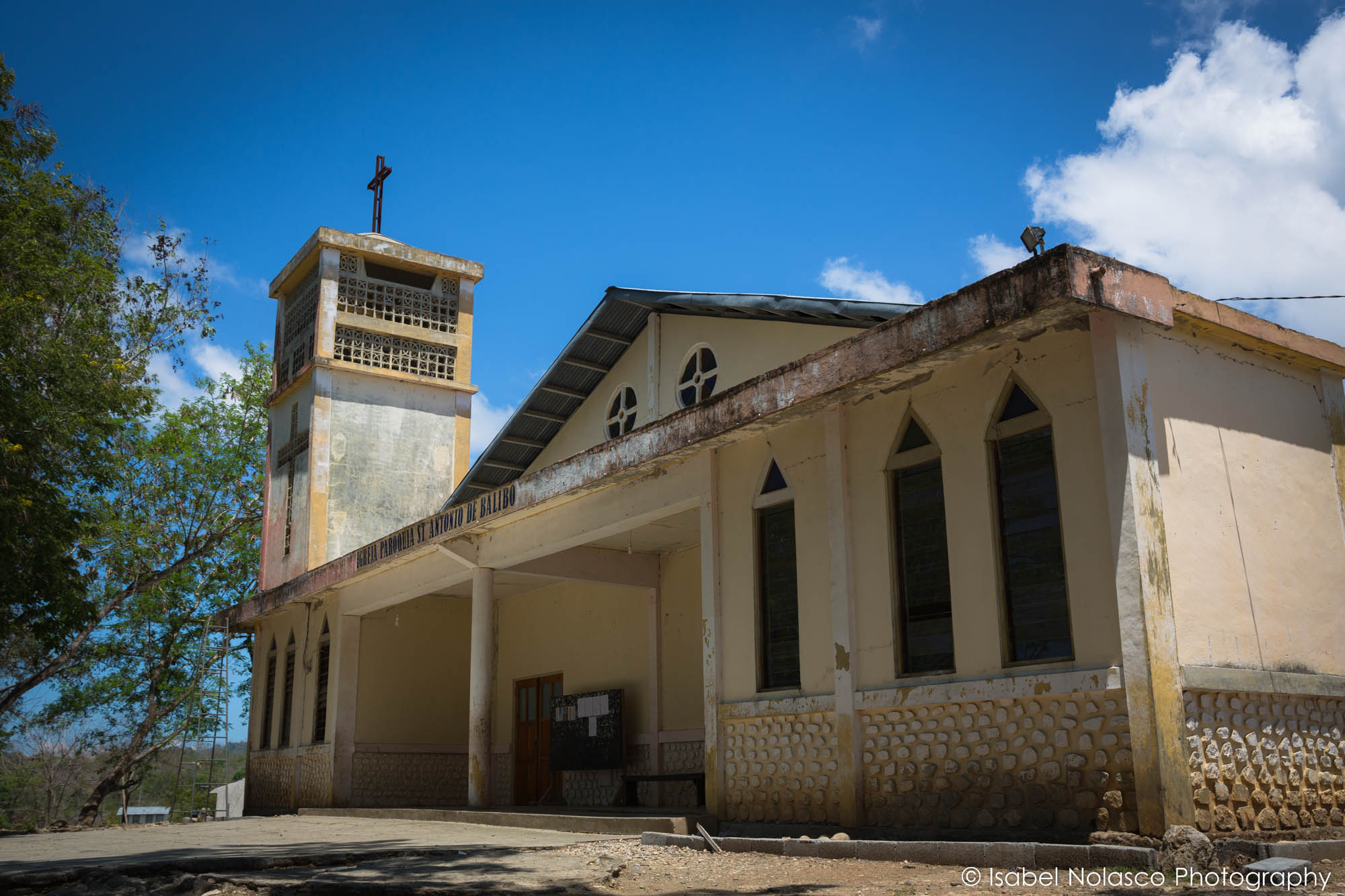
Die Kirche (2016)

Santo António ist die römisch-katholische Kirche der osttimoresischen Pfarrei im Suco Balibo Vila (Verwaltungsamt Balibo, Gemeinde Bobonaro). Die Pfarrei gehört zum Bistum Maliana. Namenspatron der Kirche ist der Heilige Antonius von Lissabon.
Die Kirche verfügt über nur einen Glockenturm. Der Altar ist mit farbenfrohen Wandbildern geschmückt. Der heutige Bau ersetzte die im Zweiten Weltkrieg zerstörte Kirche.

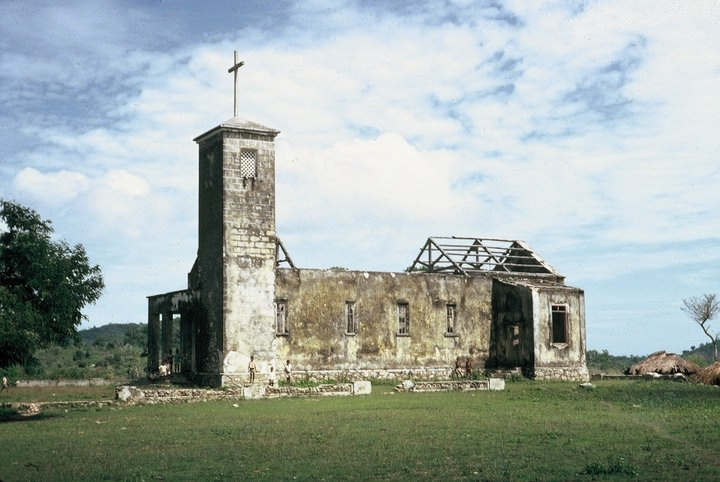
Ruinen der Kirche von Balibo nach der Schlacht um Timor (Bild von 1970)
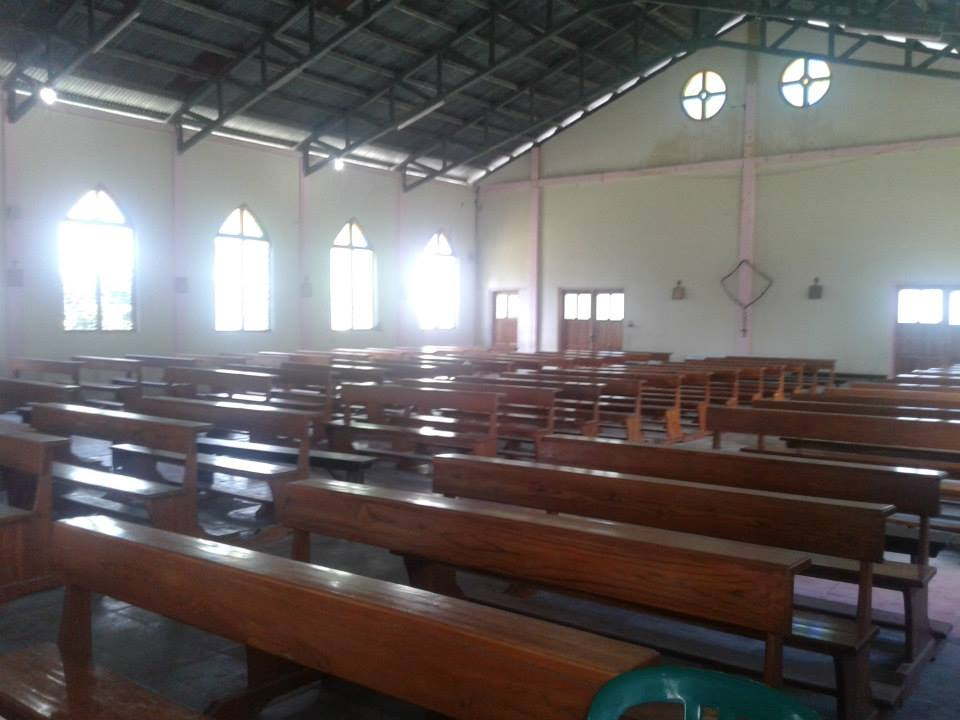
Der Innenraum der Kirche (2016)
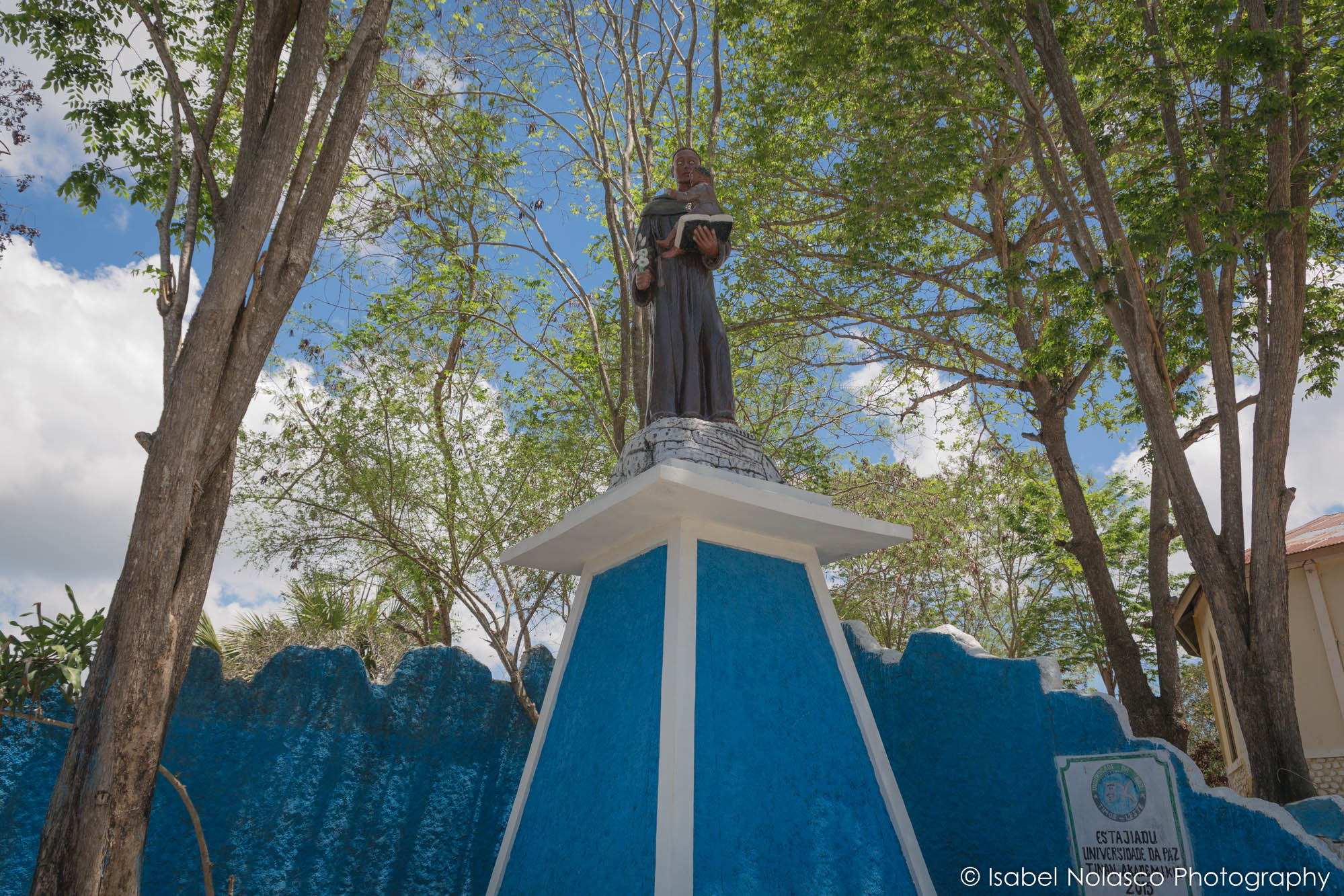
State des Heiligen Antonius vor der Kirche (2016)